# Deuxième Messe pour les sociétés chorales
Die Deuxième Messe pour les sociétés chorales („Messe Nr. 2 für Gesangsvereine“, CG 71) in G-Dur ist eine Messe des französischen Komponisten Charles Gounod.

## Entstehung
Gounod widmete die Messe der Association des sociétés chorales de Paris et du Département de la Seine. Im Autograf der Partitur vermerkte Gounod, dass die Komposition am 8. August 1862 vollendet wurde. Sie wurde am 7. Dezember 1862 in der Kirche Saint-Eustache in Paris von den widmungstragenden Chören unter ihrem Präsidenten Joseph-Hippolyte Delafontaine uraufgeführt, Gounod spielte den Orgelpart. Die Partitur erschien ebenfalls 1862 erstmals im Verlag Le Beau.
Im alten Verzeichnis der Werke Gounods von Prod’homme/Dandelot wird die Messe als „Neuauflage der Messe von 1846“ bezeichnet. Dies ist offensichtlich falsch, das Werk weist keine Übereinstimmung mit der Messe brève et salut Nr. 1 op. 1 c-Moll (CG 66) von 1846 auf; auch ist kein anderes Werk namens Messe pour les sociétés chorales aus dem Jahr 1846 nachweisbar.

## Besetzung
Gounod schrieb die Messe für vierstimmigen Männerchor und Orgel. Die Orgel wird in der Erstausgabe als ad libitum bezeichnet und folgt über weite Strecken colla parte den Vokalstimmen. Dennoch überbrückt sie einige Zäsuren im musikalischen Satz.
Die Aufführungsdauer beträgt ca. 22 Minuten.

## Aufbau
- Kyrie (Moderato, 3/4-Takt, G-Dur)
- Gloria (Allegro maestoso, 4/4-Takt, C-Dur – Adagio, d-Moll – Allegro maestoso, C-Dur)
- Credo (Moderato maestoso, 4/4-Takt, G-Dur – Adagio, g-Moll – Allegro maestoso, G-Dur)
- Sanctus (Andante maestoso, 4/4-Takt, C-Dur)
- O salutaris (Adagio, 4/4-Takt, Es-Dur)
- Agnus Dei (Andante moderato,4/4-Takt, G-Dur)
- Domine salvum (Maestoso, 4/4-Takt, C-Dur)

## Besonderheiten
In der Messe fehlt das Benedictus. Einer französischen Messtradition folgend, die in die Zeit Louis’ XII. zurückreicht, erklingt stattdessen nach der Wandlung der Satz O salutaris hostia, dessen Text einem Hymnus Thomas von Aquins zu Fronleichnam entlehnt ist. Ebenfalls eine französische Tradition ist die Einfügung des Domine salvam/salvum fac, einem Gebet für den regierenden Monarchen (in diesem Fall Kaiser Napoleon III.), das außerhalb der Liturgie steht. In späteren Auflagen wurde der Text zu Domine salvam fac Republicam abgewandelt.

## Bearbeitungen
Die Messe liegt in zwei Bearbeitungen vor, die nicht von Charles Gounod selbst stammen, sondern von seinem Verleger Alfred Le Beau.
- Messe n°. 3 aux communautés religieuses (CG 71a) für drei gleiche Stimmen. Diese Fassung erschien 1891 im Verlag Le Beau.
- Messe brève n°. 6 aux cathédrales (CG 71b) für vierstimmigen gemischten Chor (SATB) und Orgel. Passagenweise können die Gesangsstimmen ad libitum auch solistisch besetzt werden.[5]

Bei der Herausgabe der Bearbeitungen vergab Le Beau den Messen aus unbekannten Gründen neue Nummerierungen, die nichts mit der Entstehungsreihenfolge der Werke zu tun haben, sowie neue Beinamen. Ob diese Angaben mit Gounod abgestimmt waren, ist nicht bekannt.